# Federación Libertaria Argentina
La Federación Libertaria Argentina ou Fédération Libertaire Argentine, est une organisation libertaire présente dans des villes comme Buenos Aires, La Pampa et Rosario.
Fondée en octobre 1935 sous le nom de Fédération Communiste Libertaire Argentine, la FLA change de nom en 1955.
Depuis 1985, elle publie El Libertario qui succède à Acción Libertaria.
Elle est adhérente de l'Internationale des fédérations anarchistes.